# Atcham
Atcham è un villaggio del Shropshire, Inghilterra. Un tempo faceva parte del distretto rurale di Atcham, prima di fondersi con Shrewsbury e di dar vita all'area ora amministrata dal Consiglio municipale di Shrewsbury e Atcham.
Fu in questo villaggio che nell'XI secolo venne fondata l'unica chiesa in Inghilterra dedicata a sant'Eata.
Le principali attrazioni di Atcham comprendono il piccolo ponte di Atcham ed il parco di Attingham (sede regionale del National Trust per i luoghi di interesse storico e le bellezze naturali). Nei dintorni del villaggio sorge il centro di Wroxeter.
Un tempo l'A5 attraversava il villaggio, ma ora il suo tracciato corre a nord, lungo una nuova strada a doppia corsia. Atcham si trova a 5 miglia a sud-est di Shrewsbury. Il fiume Severn scorre intorno al villaggio